# VHF omnidirekcioni opseg
VOR (eng. very high frequency omnidirectional range) je vrsta navigacionog uređaja koji se koristi u vazduhoplovstvu. On emituje elektormagnetni signal na osnovu kog vazduhoplovi mogu da odrede na kom su ugaonom pravcu u odnosu na položaj VOR-a. Meri se ugao koji čine poluprava koja vodi od VOR-a prema magnetnom severu i poluprava koja vodi od VOR-a prema vazduhoplovu i u ovoj terminologiji taj ugao se zove radijal. Npr. ugao od 45 stepeni se zove 45. radijal i kaže se da je vazduhoplov na 45. radijalu od VOR-a. Pošto vazduhoplov nema nikakvu indikaciju na kojoj je udaljenosti od VOR-a, u praksi često na istom mestu postavlja i DME, navigacioni uređaj za određivanje udaljenosti.

## Princip rada
Stanica VOR-a sa jednog mesta emituje složeni elektromegnetni signal koji se sastoji od nekoliko komponenti. 

### Osnovne komponente signala
Osnovna dva signala su fiksni signal i promenjivi signal. Fiksni signal je u osnovi signal frekvencije 30 Hz koji se emituje podjednako u svim pravcima. Promenjivi signal je takođe signal frekvencije 30Hz koji se različito emituje u različitim radijalnim pravcima. Na svakom radijalu signal je fazno pomeren za ugao tog radijala. Kada prijemnik primi ova dva signala može da ih poredi i detektuje fazni pomeraj. Fazni pomeraj otkriva na kom se radijalu nalazi prijemnik.
Da bi se dva signala mogla odvojeno detektovati, signal noseće frekvencije 9.960Hz se moduliše jednim od njih. Ova frekvencija se naziva međufrekvencija. Zatim se rezultujućim signalom moduliše nosilac određene više frekvencije, koji je u stvari radna frekencija određenog VOR-a. Radne frekvencije VOR-a se kreće od 111.975 Mhz do 117.975 Mhz i dodeljuju se u inkrementima od 50 kHz (toliko je odvajanje među kanalima)
Na strani prijemnika se najpre izvrši demodulacija sa radne frekvencije na kombinaciju signala od 30 Hz i 9.960 Hz. Zatim frekvencijski filtri odvoje komponentu frekvencije 30 Hz od komponente frekvencije 9.960 Hz. Na kraju drugi demodulator jednoj komponenti vrati frekvenciju sa 9.960 Hz na 30 Hz, kada su dva signala spremna za poređenje faze. Fazna razlika određuje radijal na kome se prijemnik nalazi u odnosu na VOR.

### Ostale komponente signala
Osim osnovnh signala, VOR emituje identifikacioni signal kojim se “predstavlja” prijemnicima, a može sadržati i govornu komponentu. Odgovarajućim tehnikama modulacije se i ovi signali frekventno odvajaju od ostalih da bi ih prijemnik mogao prepoznati i koristiti.

### CVOR i DVOR
Gore opisan je zajednički princip rada konvencionalnog VOR-a (CVOR-a) i novije generacije, doppler VOR-a, (DVOR-a). Oni se razlikuju prema vrsti modulacije koja se primenjuje i kako se modulacija postiže. Kod CVOR-a se fiksni signal koristi za frekventnu modulaciju nosioca međufrekvencije, a varijabilni signal se koristi za amplitudnu modulaciju. Fazni pomeraj varijabilnog signala se postiže specijalnim oblikom polja antene koja zrači ovaj signal.
Kod DVOR-a, fiksni signal se koristi za amplitudnu modulaciju, a varijabilni za frekventnu modulaciju. Varijabilni signal se emituje pomoću niza antena postavljenih u krug, pri čemu u svakom trenutku samo jedna od njih emituje signal, pa to stvara efekat kružeće antene, koja se udaljava i približava prijemniku, tj frekventna modulacija se bazira na doplerovom efektu. U vazduhoplovima sezor za VOR, odnosno prijemnik jednako procesira signale koji potiču od obe vrste uređaja. 
CVOR ima manju antenu, ali je osetljiviji na ometanja ili odbijanja zračenja u okolini, odnosno potrebna mu je široka čista oblast za ispravan rad. Antena DVOR-a je veća, ali manje osetljiva na prepreke i ometanja u okolini, što joj daje prednost u zakrčenim oblastima.

## Zajednički locirani uređaji
VOR se često locira zajedno sa uređajem DME koje omogućava da vazduhoplov odredi linearnu udaljenost od njega. Uz pomoć Pitagorine teoreme iz te udaljenosti i visine vazduhoplova se može izračunati projekcija udaljenosti vazduhoplova u horizontalnoj ravni. Uglavnom je razlika zmeđu linearne udaljenost i projekcije udaljenosti zanemarljiva, osim kada je vazduhoplov veoma blizu DME-a. Takva kombinacija uređaja se zove VOR/DME. Ako vazduhoplov u istom trenutku može da odredi radijal na kom se nalazi i udaljenost u odnosu na poznatu poziciju VOR/DMA-a, onda je njegova pozicija potpuno poznata. 
Osim sa DME-om, u SAD se VOR se ponekad zajedno locira sa TACAN-om, što je navigacioni uređaj koji koristi vojska SAD. Ta kombinacija se naziva VORTAC. 

## Domet i zaštćena frekvencija
Domet VOR-a može biti do 150 nautičkih milja, odnosno 280 km. Ponekad se koriste uređaji koji pokrivanju mnogo manju oblast i zovu se terminalni VOR-ovi. Oni rade na istom principu, jedino su podešeni da emituju manju snagu signala. Pri projektovanju mreže VOR-ova, koja omogućavaju navigaciju na širim geografskim područjima, bitno je voditi računa da se ne preklapaju oblasti dometa uređaja koji koriste istu frekvenciju, tj da frekvencija svakog uređaja bude zaštićena. 

## Poređenje sa NDB-om
U odnosu na stariji uređaj NDB, prednost VOR-a je veća preciznost merenja položaja, tipično manje od 2 ugaona stepena. VOR radi na VHF frekvencijama, koje se prostiru pravom linijom i njegovo zračenje nije podložno krivljenju usled terena i odbijanju, kao kod NDB-a. S druge strane, VOR je skuplji uređaj za instalaciju i održavanje. Danas mreža VOR/DME uređaja predstavlja glvanu vazdušnu navigacionu infrastrukturu u Evropi i Severnoj Americi.

## VOR prijemnik
VOR prijemnik u vazduhoplovu ima:
- Prsten sa kružnom skalom koja se ručno podešava na radijal po kome pilot želi da se kreće
- Iglu koja pokazuje otklon od željenog radijala
- strelicu koja pokazuje da li se vazduhoplov na željenom, odnosno podešenom radijalu kreće od VOR-a ili prema VOR-u

Pilot namesti kružnu skalu tako da gornja pozicija pokazuje željeni radijal po kome vazduhoplov treba da se kreće (na slici je to 255-ti radijal). Instrument meri radijal na kome se vazduhoplov zaista nalazi i razlika između željenog i izmerenog radijala se pokazuje kao otklon igle. Igla je fiksirana na gornjem delu pokazivača instrumenta i pri otklonu pokazuje na neku od crtica u sredini pokazivača, svaka crtica ukazuje na otklon od željenog radijala oko 2 ugaona stepena. Ovakva konstrukcija instrumenta pilotu pruža vizuelni prikaz pozicije vazduhoplova (centralna tačka na pokazivaču instrumentu) i željenog pravca kretanja po čemu može lako da zaključi kako da se vrati na željeni pravac. Strelica na desnoj strani pokazivača pokazuje da li vazduhoplov na datom radijalu leti prema VOR-u ili od VOR-a. 
VOR pokazivač se može koristiti samo ako je kružna skala nameštena na radijal koji otprilike odgovara stvarnom radijalu i instrument pokazuje otklon do 10 ugaonih stepeni na jednu ili drugu stranu. Ako je odstupanje veće, instrument može pokazivati sasvim pogrešne podatke. Kada vazduhoplov direktno nadleće VOR, jedno kratko vreme igla pokazivača pokazuje maksimalni otklon na jednu ili drugu stranu i nije stabilna, ali se brzo stabilizuje čim se vazduhoplov malo udalji od VOR-a.
Vazduhoplovi su obično opremljeni sa dva VOR prijemnika. Jedan služi kao rezerva u slučaju da dođe do kvara. Takođe, jedan od njih može da meri poziciju u odnosu na VOR prema kome se vazduhoplov kreće, a drugi da naznači pilotu kada je vazduhoplov prešao izvesni radijal u odnosu na neki drugi VOR.
U savremenim vazduhoplovima, merenje VOR prijemnika je jedan od podataka koje FMS, sistem za upravljanje letom, prima i obrađuje sa drugim podacima, gde se mogu raditi složeni proračuni pozicije vazduhoplova u prostoru i dati na raspolaganje pilotu.

## Budućnost
U današnje vreme, upotrebu VOR-a u navigaciji zamenjuje upotreba GPS-a i drugih sistema satelitske navigacije. Takođe se uvodi koncept precizne prostorne navigacije u kojoj je dovoljno koristiti mrežu DME uređaja da se na osnovu izmerenih udaljenosti može izračunati položaj vazduhoplova i za koji VOR-ovi nisu neophodni. Ako se nastavi taj trend, za desetak godina VOR može da izađe iz upotrebe.

## Standardi
Da bi navigacija bila što efikasnija, potrebno je da svi VOR uređaji mogu da rade sa svim VOR prijemnicima u vazduhoplovima, što se postiže standardizacijom. 
Osnovni standardi definisani od strane ICAO-a su: 
- Aneks 10 Čikaške konvencije, Vazduhoplovne telekomunikacije, deo I, Radio-navigacioni uređaji.
- ICAO dokument 8071, Uputstvo za testiranje radio-navigacionih uređaja

## Spoljašnje veze
- Galerija navigacionih sredstava u Velikoj Britaniji (језик: енглески)
- Principi rada VOR-a i DVOR-a (језик: енглески)
- Tehnički principi rada navigacionih uređaja[мртва веза] (језик: енглески)